# Good Luck, Miss Wyckoff
Good Luck, Miss Wyckoff ist ein US-amerikanisches Filmdrama von Marvin J. Chomsky aus dem Jahr 1979. Das von Polly Platt verfasste Drehbuch basiert auf dem gleichnamigen Roman von William Inge. Der in den 1950er Jahren in einer fiktiven Kleinstadt namens Freedom angesiedelte Film behandelt die Geschichte einer Lehrerin, die aufgrund einer Affäre mit einem schwarzen Studenten öffentlich verurteilt und gedemütigt wird. 

## Handlung
Im Jahr 1954 unterrichtet die alleinstehende 35-jährige Lateinlehrerin Evelyn Wyckoff an einer High-School in der fiktiven Kleinstadt Freedom im US-amerikanischen Bundesstaat Kansas. Evelyn engagiert sich in ihrem Beruf und zeigt in einer Zeit der Rassenkonflikte fortschrittliche Ansichten; sie setzt sich für die Rechte von schwarzen Schülern ein und unterstützt einen Kollegen, der im Geschichtsunterricht die marxistische Lehre behandelt. Obwohl sie bei ihren Schülern und Kollegen angesehen ist, fühlt sie sich einsam und wird zunehmend psychisch labil. Ihr Arzt Dr. Neal diagnostiziert bei ihr ein verfrühtes Einsetzen der Wechseljahre und empfiehlt ihr einen Psychiater in Wichita, Dr. Steiner. Dieser führt die psychischen und physischen Probleme der in sexuellen und romantischen Dingen vollkommen unerfahrenen Evelyn auf ihre Angst vor Liebe und Sexualität zurück. Er hilft ihr, ihre unterdrückte Sehnsucht nach Intimität zu akzeptieren und rät ihr, sich einen Partner zu suchen. Bei ihren Busfahrten nach Wichita lernt Evelyn den freundlichen Busfahrer Ed kennen, der sich für sie interessiert. Sie fühlt sich geschmeichelt, bleibt zunächst jedoch zögerlich. Als sie beschließt, ihre Hemmungen zu überwinden, muss sie zu ihrer großen Enttäuschung feststellen, dass Ed die Stadt verlassen hat.
Kurz darauf beginnt der arrogante schwarze Student Rafe Collins, der wegen seines Stipendiums nach dem Unterricht Klassenzimmer reinigen muss, Evelyn sexuell zu belästigen. Sie versucht, seine Zudringlichkeiten zu ignorieren und ihm aus dem Weg zu gehen, bis er sie eines Tages nach der Schule brutal vergewaltigt. Aus Scham und Angst vor der öffentlichen Schande, wagt Evelyn nicht, jemandem von dem traumatischen Vorfall zu erzählen. Als der sadistische Rafe, der einen Hass gegen Weiße empfindet, sie erneut vergewaltigen will, fügt sich Evelyn ihrem Peiniger und findet sogar Gefallen an den Demütigungen und Misshandlungen, die er ihr zufügt. Zwischen den beiden entsteht eine sadomasochistische Beziehung. Es gelingt Evelyn, das Verhältnis geheim zu halten, bis die Misshandlungen bei einem ihrer Treffen in der Schule eskalieren und sie durch Evelyns Schreie von zwei Schülern entdeckt werden. Es kommt zu einem Skandal und Evelyn wird von den Kleinstadtbewohnern gnadenlos angefeindet und ausgegrenzt. Sie verliert ihren Job und ihre Wohnung und sieht sich gezwungen, die Stadt zu verlassen. Evelyn ist verzweifelt und will sich das Leben nehmen, fasst sich schlussendlich jedoch wieder und plant einen Neuanfang in einer anderen Stadt.

## Kritiken
„Good Luck, Miss Wyckoff bringt bekannte Tatsachen über den schmerzhaften Konflikt zwischen dem Individuum und der Gesellschaft zum Ausdruck – jedoch mit einem anhaltenden Eindruck von Falschheit und einem völligen Fehlen von Stil.“